# Jean-Henri d'Anglebert
Jean-Henri d'Anglebert (1. dubna 1629 – 23. dubna 1691) byl dvorní cembalista na dvoře francouzského Krále Slunce - Ludvíka XIV.
Pocházel z rodiny zámožného obchodníka z Bar-le-Duc. Rodina měla hudební tradice, jeho švagrem byl i pozdější varhaník François Roberday. Byl žákem cembalisty Jacquese Championa de Chambonnières a poté, co jeho učitel roku 1663 nebo 1664 upadl v nemilost, nastoupil na jeho místo jako dvorní cembalista. Tato pozice byla dědičná, a tak ji později převzal d'Anglebertův syn.
D'Anglebert vydal tiskem pouze jedinou práci: Skladby pro cembalo (Piéces de clavecin) vyšly roku 1689 a byly první francouzskou publikací, která obsahovala tabulku hudebních ornamentů spolu s jejich přepisem do not. Jedna ze skladeb, Le tombeau de M. de Chambonnières, byla věnována právě d'Anglebertovu učiteli. Kromě čtyř vlastních cembalových svit Skladby pro cembalo obsahují také transkripce hudby d'Anglebertova přítele Jeana-Baptisty Lullyho pro cembalo.
D'Anglebert dále zkomponoval pět varhanních fug na vlastní témata a Kyrie.